# Leopold zur Lippe-Biesterfeld-Weißenfeld
Leopold Graf zur Lippe-Biesterfeld-Weißenfeld, född 19 mars 1815 i See vid Niesky, död 8 december 1889 i Berlin, var en preussisk politiker.
Graf zur Lippe blev i mars 1862 justitieminister i Adolf zu Hohenlohe-Ingelfingens konservativa ministär samt i maj samma år tillika kronsyndikus och ledamot av lantdagens Herrenhaus. Då Otto von Bismarck övertog ledningen av den preussiska politiken i september samma år, behöll Graf zur Lippe justitieministerportföljen och ledde på hösten 1864 som förman de preussiska kronsyndikernas undersökning om arvsfrågan i Slesvig-Holstein. Men sedan Bismarck 1866 slutit fred med deputeradekammarens liberala majoritet, avlägsnades Graf zur Lippe, 1867, och blev sedan en av Bismarcks bittraste motståndare i Herrenhaus, där han bland annat ivrigt förfäktade de partikularistiska intressena och bekämpade Bismarcks kyrkopolitik.

## Fotnoter
1. 1 2  Gemeinsame Normdatei, läst: 26 april 2014.[källa från Wikidata]
2. ↑  Gemeinsame Normdatei, läst: 1 april 2015.[källa från Wikidata]